# أليسون براون
أليسون براون (بالإنجليزية: Alison Brown)‏ هي عازفة بانجو وكاتبة غنائية وموسيقية أمريكية، ولدت في 7 أغسطس 1962 في هارتفورد في الولايات المتحدة.

## وصلات خارجية
- الموقع الرسمي
- أليسون براون على موقع ميوزك برينز (الإنجليزية)
- أليسون براون على موقع أول ميوزيك (الإنجليزية)
- أليسون براون على موقع ديسكوغز (الإنجليزية)